# Humandroid
Humandroid (Chappie) è un film del 2015 scritto e diretto da Neill Blomkamp, con protagonisti Dev Patel, Hugh Jackman, Yolandi Visser e Watkin Tudor Jones.
La pellicola è la versione cinematografica del cortometraggio Tetra Vaal del 2004, scritto e diretto dallo stesso Blomkamp.

## Trama
Johannesburg, 2016. Per combattere l'alto tasso di criminalità della città, la polizia ha investito su dei robot poliziotti (detti scout) ideati dall'ingegnere Deon Wilson all'industria Tetravaal; questi robot sono autonomi e gestiti ciascuno da una propria intelligenza artificiale, modificabile e aggiornabile tramite una speciale chiavetta conservata sotto chiave dall'azienda. Nella stessa industria viene sviluppato anche un altro progetto, un robot mastodontico chiamato Moose, ideato da Vincent Moore e controllato a distanza da un uomo; questo progetto tuttavia è soppiantato subito dall'altro, provocando astio tra i due ingegneri.
Dopo anni di lavoro Deon riesce a programmare un'intelligenza artificiale senziente e uguale alla coscienza umana. Quando il progetto viene rifiutato dall'AD della Tetravaal poiché ritenuto poco utile, Deon, ossessionato dalla colossale impresa compiuta, riesce a recuperare la chiavetta di sicurezza e un robot che doveva essere smantellato, lo scout 22. Proprio mentre sta per tornare a casa col robot, Deon viene sequestrato da tre criminali, Ninja, Yolandi e Amerika, desiderosi di possedere un robot che li aiuti a portare a termine i loro piani. Costretto a costruire un robot per loro, Deon installa il suo nuovo sistema sullo scout 22, realizzando così il suo sogno tanto sperato. Il robot, di nome Chappie, reagisce proprio come un bambino e, nonostante la rabbia di Ninja che lo vorrebbe subito al suo fianco nei suoi piani criminali, è pian piano educato proprio come se fosse un neonato, con Yolandi che gli fa da madre.
Ninja cerca di addestrare Chappie a diventare un gangster lasciandolo in un quartiere pericoloso ad arrangiarsi da solo e viene quindi bullizzato e ferito dai teppisti. 
Più tardi, Vincent trova Chappie e gli preleva la chiavetta di sicurezza lasciando il robot senza un braccio. Ritornato al covo traumatizzato, Chappie perdona Ninja per i maltrattamenti ricevuti e inizia l'addestramento. Intanto Vincent, mosso dal desiderio di poter finalmente attivare il Moose, immette un virus nel sistema della Tetravaal, mandando fuori uso tutti i robot poliziotti, Chappie compreso. Nella città regna il caos. Giunto alla fabbrica, Deon riavvia Chappie e questi, consapevole che si sarebbe scaricato presto, recupera un casco neurale con il desiderio di trasferire la sua coscienza in un corpo che possa vivere per l'eternità. Al covo riesce nel suo intento e successivamente aiuta il clan a rapinare un furgone pieno di soldi, sperando di usarli per ottenere un nuovo corpo robotico. Nel caos totale, l'AD della Tetravaal acconsente l'avviamento del Moose, guidato da Vincent, che incomincia a cercare Chappie e i suoi compagni.
Deon giunge quindi al covo per avvertire tutti del pericolo imminente, ma Moose interviene, uccidendo Amerika e provocando una sparatoria nella quale Deon rimane gravemente ferito. In fuga da Moose, Chappie, Deon e Yolandi vengono salvati dall'intervento di Ninja, che però sta per soccombere di fronte al gigantesco robot. Yolandi allora si sacrifica per salvarlo, mentre Chappie trova il modo di distruggerlo con una bomba azionata a distanza. A quel punto Chappie, desideroso di vendetta contro Moose, porta il proprio creatore in fin di vita alla Tetravaal, dove, dopo aver messo fuori combattimento Vincent, trasferisce la coscienza di Deon nel corpo di un robot. A sua volta Deon, nel corpo del droide, salva Chappie, trasferendo la sua coscienza su un robot poliziotto disattivato. La situazione ritorna sotto controllo, i robot vengono radiati dalle forze di polizia, la Tetravaal va in fallimento e infine, grazie a una copia della sua coscienza, Chappie riesce a riportare in vita Yolandi, installando la sua coscienza nel corpo di un nuovo droide.

## Produzione
Le riprese del film, iniziate nell'ottobre 2013 a Johannesburg, in Sudafrica, sono terminate nel febbraio 2014.

## Distribuzione
Il primo trailer del film viene diffuso il 4 novembre 2014, mentre il giorno precedente è stato pubblicato il primo manifesto ufficiale. Il primo trailer italiano viene diffuso il 10 dicembre.
La pellicola è stata distribuita nelle sale cinematografiche statunitensi a partire dal 6 marzo 2015 e in quelle italiane dal 9 aprile.

## Accoglienza

### Incassi
Durante il primo fine settimana di programmazione, il film incassa 13346782 $ nel Nord America; al termine della programmazione il film registra un incasso di 31569268 $ nel Nord America e 70500000 $ nel resto del mondo, per un totale di 102069268 $.